# Espressif Systems
Espressif Systems és una empresa xinesa privada tipus fabless del sector de disseny electrònic de semiconductors. Fou creada l'any 2008. La seva línia de productes inclou el disseny de microcontroladors i dispositius de radiofreqüència, tot integrat en sistemes SoC. Espressif compta amb uns 100 treballadors en els centres de R&D situats a Xangai, Shenzhen i Wuxi.
Empresa tipus fabless, és a dir, la fabricació és subcontractada a altres empreses (TSMC, Unisem).
Web : http://espressif.com/en

## Història
- 2008 : fundació de l'empresa.
- 2012 : llançament del xip SoC AS5900 Arxivat 2016-07-29 a Wayback Machine..
- 2013 : llançament del xip SoC ESP8089.
- 2014 : llançament del xip SoC ESP8266.
- 2015 : llançament del xip SoC ESP32.